# Hydrocotylo-Baldelion
Ten artykuł należy dopracować:

przedstawiono sytuację tylko z polskiej perspektywy – artykuł powinien być przekrojowy.
Pomóż go poprawić. Na stronie dyskusji mogą znajdywać się pomocne komentarze.
Hydrocotylo-Baldelion — syntakson słodkowodnych makrofitów w randze związku. Skupia zbiorowiska drobnych bylin roślin wodno-błotnych. Dość niskie i zwarte murawy w płytkich zbiornikach oligotroficznych i na podtapianych wrzosowiskach. Należy do klasy zespołów roślinności zmiennowodnej Littorelletea uniflorae.
Charakterystyczna kombinacja gatunków
ChAll.: żabienica jaskrowata (Baldellia ranunculoides)
DAll.: wąkrota zwyczajna (Hydrocotyle vulgaris), jaskier płomiennik (Ranunculus flammula f.), turzyca Oedera (Carex serotina ssp. serotina) (?)
ChCl.: sit drobny (Juncus bulbosus), brzeżyca jednokwiatowa (Littorella uniflora), elisma wodna (Luronium natans), wywłócznik skrętoległy (Myriophyllum alterniflorum), rdestnica podługowata (Potamogeton polygonifolius), jaskier leżący (Ranunculus reptans), jeżogłówka pokrewna (Sparganium angustifolium).
WystępowanieZbiorowiska subatlantycko-atlantyckie. W Polsce wyłącznie na zachodzie (Dolny Śląsk, Pomorze). Rzadkie.
Podkategorie syntaksonomiczne
W obrębie syntaksonu wyróżniane są następujące zbiorowiska występujące w Polsce:
- Eleocharitetum multicaulis — zespół ponikła wielołodygowego
- Pilularietum globuliferae — zespół gałuszki kulecznicy

## Zagrożenia i ochrona
Zespoły tego związku, wraz z zespołami podobnymi, są w systemie obszarów Natura 2000 chronione jako podtyp siedliska przyrodniczego nr 3130 (brzegi lub osuszane dna zbiorników wodnych ze zbiorowiskami z  Littorelletea, Isoëto–Nanojuncetea) — 3130–1 (roślinność mezotroficznych zbiorników wodnych należąca do związków Lobelion, Hydrocotylo-Baldenion i Eleocharition acicularis).